# 1860慕尼黑體育會

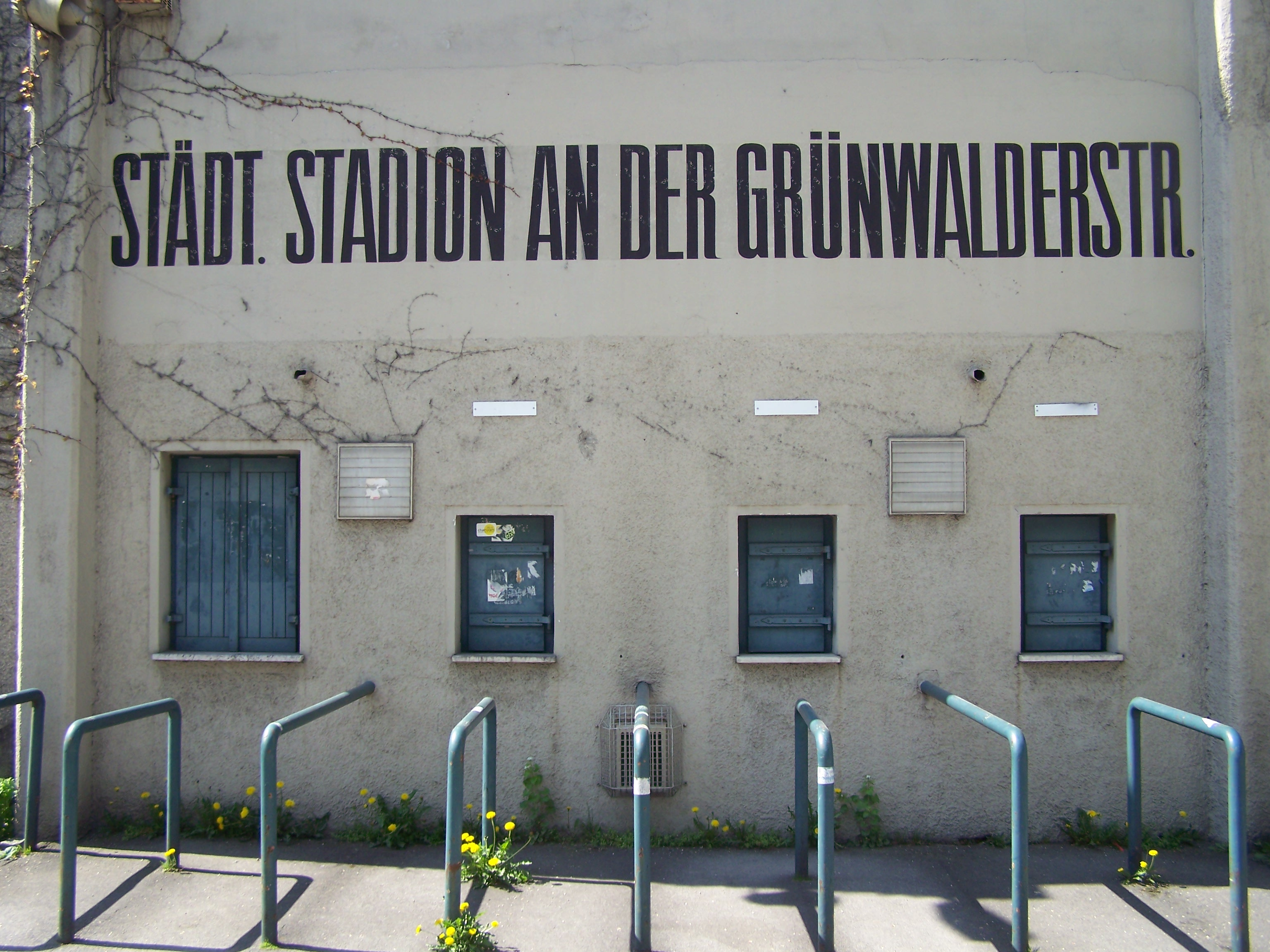
綠森林體育場(售票處)

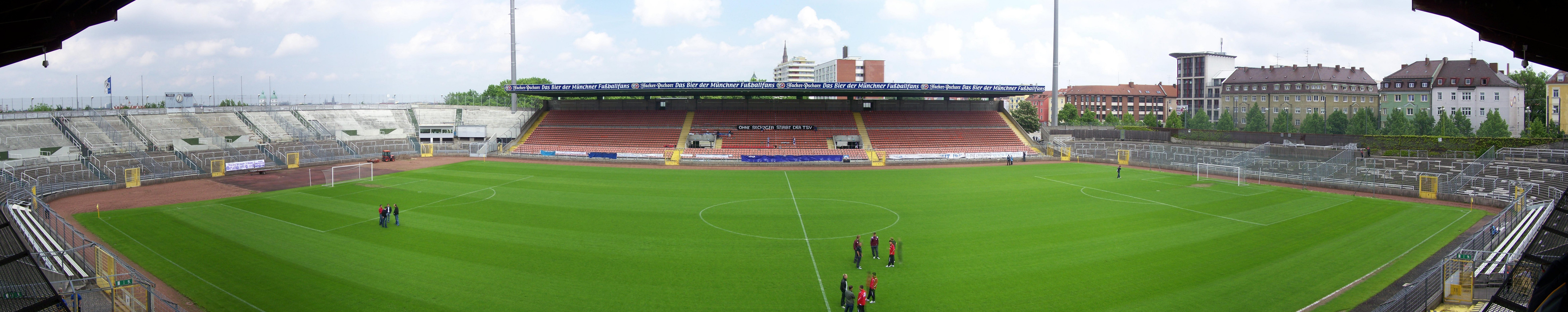
綠森林體育場(場內)

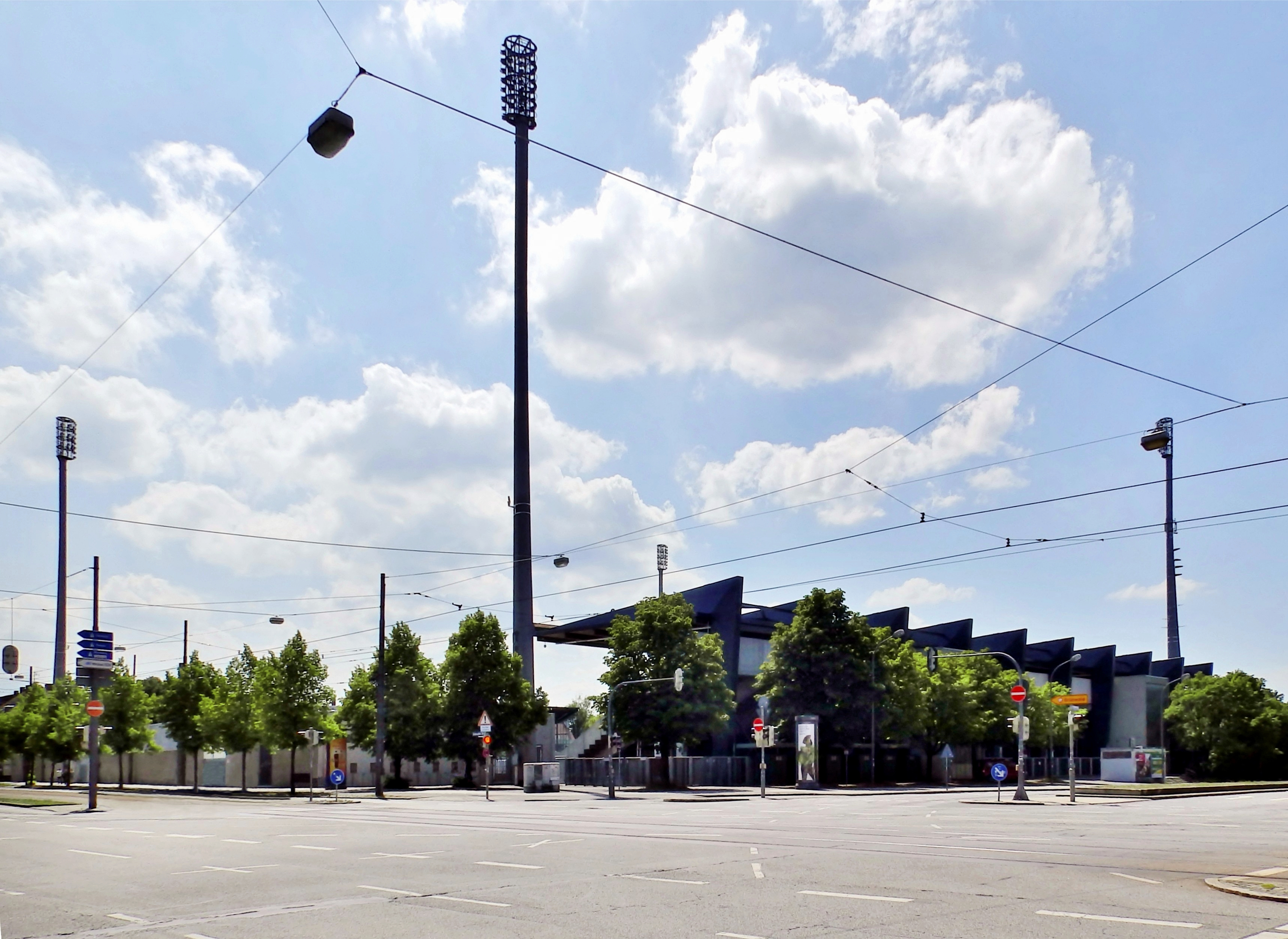
綠森林體育場(街道)

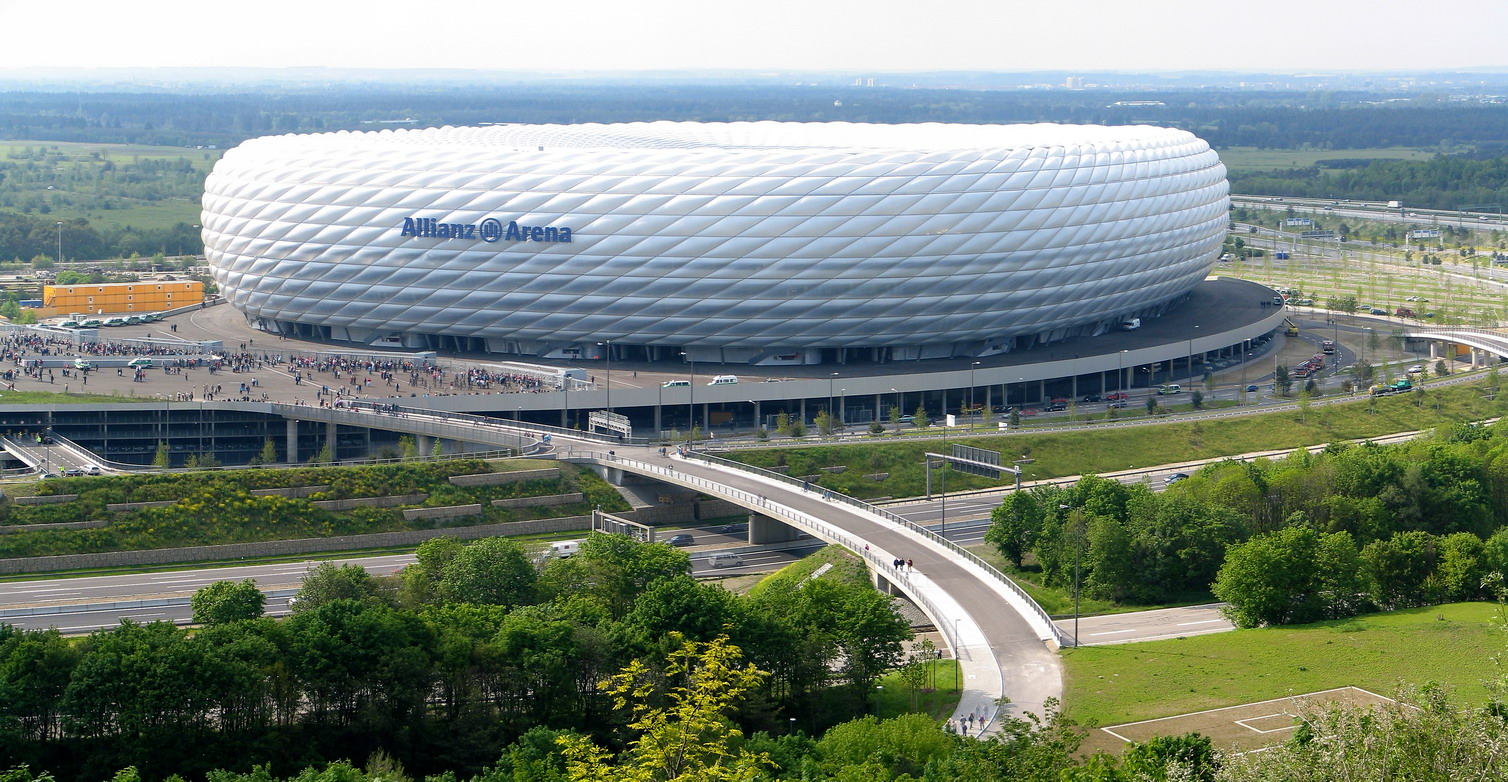
安聯球場

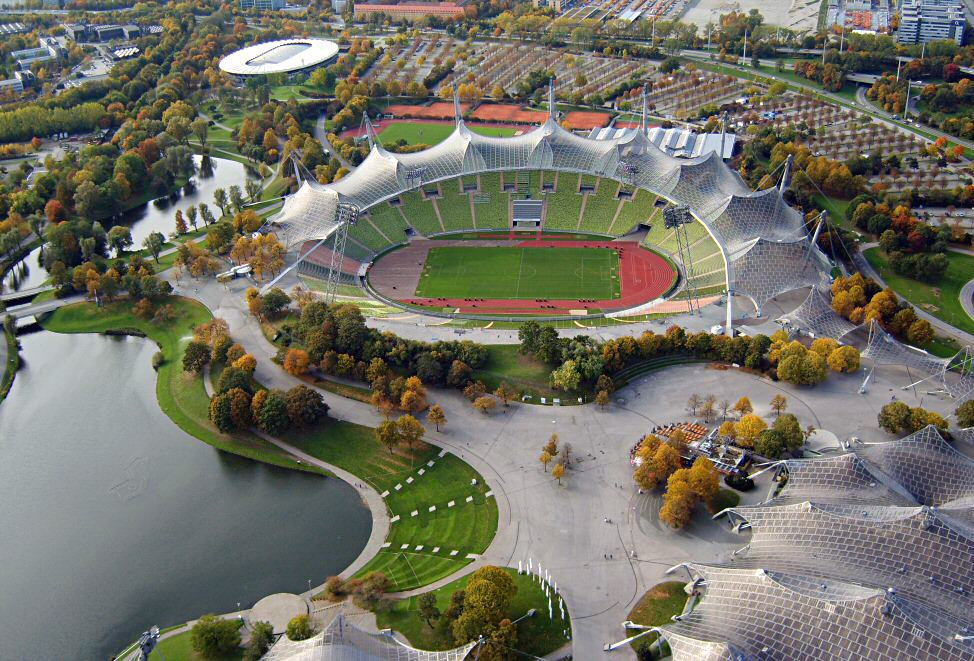
慕尼黑奧林匹克體育場

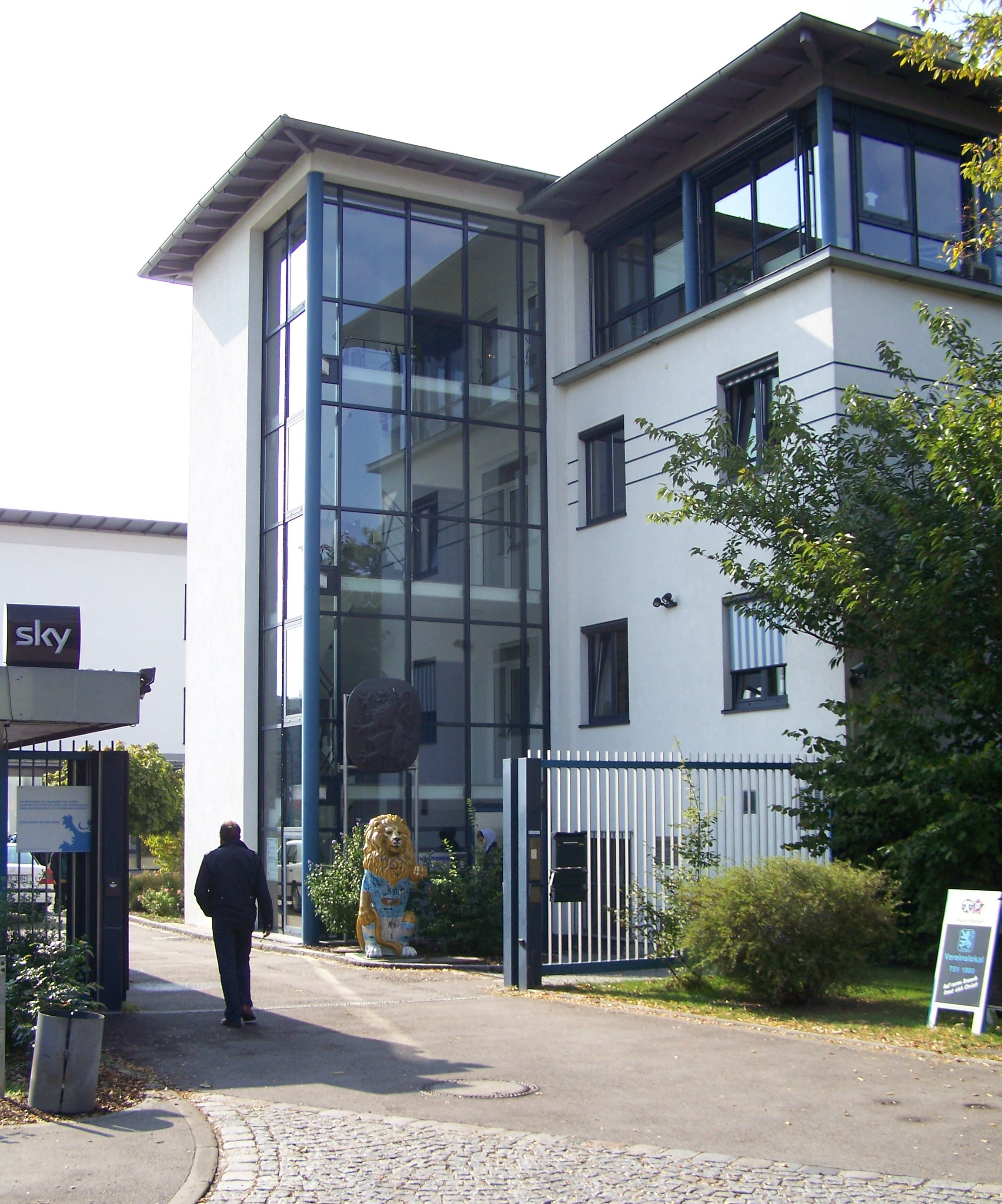
1860慕尼黑總部(入口)

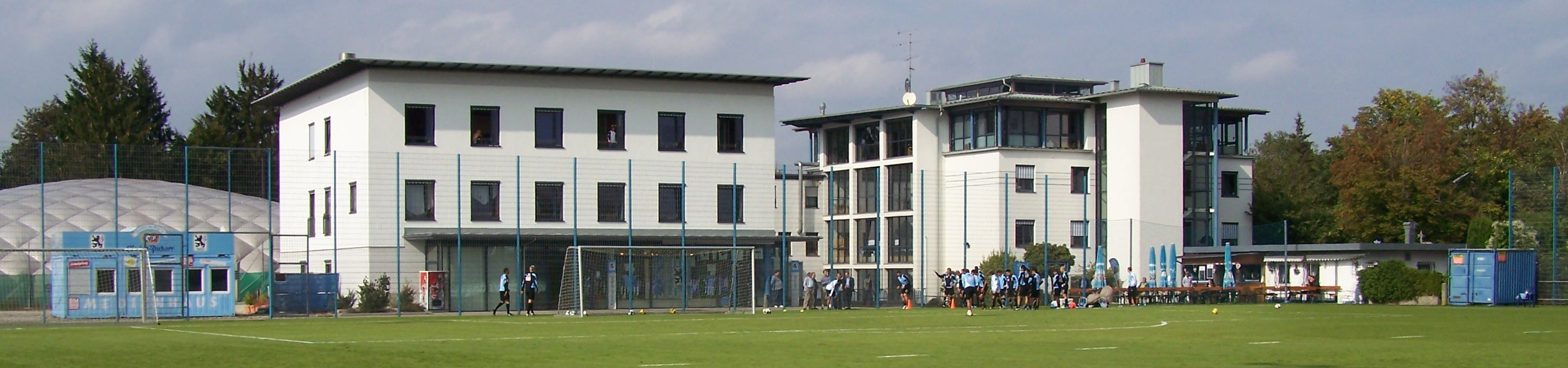
1860慕尼黑訓練場

1860慕尼黑體操和體育會註冊協會（Turn- und Sportverein München von 1860 e. V.，簡稱TSV1860慕尼黑、1860慕尼黑、1860、Sechzig、Sechzger或München Löwen）是一間位於德國巴伐利亞邦，首府慕尼黑市的傑辛區內一間體育會，會方亦會稱自己為慕尼黑的大愛(Münchens Große Liebe)。體育會的顏色為綠金色，而更為人熟識的是足球部的白藍色。截至2019年5月1日為止，體育會共有23,653名會員。
他們現時主場位於傑辛區的綠森林體育場，和同城對手拜仁慕尼黑II隊共用同一球場。他們自2003/04球季起，從德國足球甲組聯賽降班至德國足球乙組聯賽競逐。於2016/17球季在護級附加賽對雷根斯堡，在兩回合制下一和一負，因此被降到德國丙組聯賽。但在指定日期內未能付款取得丙組牌照，而再降一級到德國巴伐利亞地區足球聯賽。經過一季的努力，他們便取得升班到德國丙組足球聯賽的資格，重返職業足球聯賽。1860慕尼黑是1963年德甲的創始會員之一，他們合計參與了20個德甲的球季。

## 起源
球會的起源可以追溯至1848年7月15日，在位於一個名為Buttleschen Brauerei zum Bayerischen Löwen釀酒廠的大廳內，創立為慕尼黑體操會。但僅僅一年後(1849年)，因在巴伐利亞君主制下禁止"共和黨主義活動"而被查禁。而該會則在1860年5月17日正式重新成立，更於1862年與當地幾間協會合併，並於1860年至1889年間改名為Turnverein München(慕尼黑體操協會)。

## 足球部
在1899年4月25日，足球部正式成立，僅僅三年後的1902年7月27日首次正式和其他球會比賽，以4:2擊敗1. Münchner FC 1896。

### 歷史

#### 20世紀初至二次大戰
在1911年，球會首先採用獅子作為標誌的頂部裝飾，而在1919年重新命名為1860慕尼黑（TSV München 1860）。在二十年代中期，他們在高級別的聯賽角逐，在1927年打入德國冠軍賽的準決賽。1860慕尼黑在1931年曾經嘗試爭取德國冠軍，但以2-3敗給哈化柏林。兩年後他們再打入德國冠軍賽的準決賽，這次他們敗給史浩克04，史浩克04後來在納粹德國中壟斷了德國足球。在1942年，1860慕尼黑擊敗史浩克04奪得德國足協盃冠軍，贏得他們首個錦標。

#### 戰後
二次大戰後，1860慕尼黑在頂級聯賽處於中游位置，在五十年代中更有三年在較低組別聯賽角逐。不過，他們在1963年奪得首個聯賽冠軍後，1860慕尼黑自動成為新成立的德國足球甲組聯賽的成員，比同市對手拜仁慕尼黑還要早三年。1860慕尼黑在六十年代中期的表現繼續強勁，在1964年第二次奪得德國盃冠軍，令他們能參與1965年的歐洲盃賽冠軍盃，但決賽以0:2敗給韋斯咸。1966年，他們贏得德甲冠軍，1967年再以第二名完成。

#### 1970年代和1980年代
在強勁的表現後，他們連續三季表現差勁，在1970年降班至德乙，七年後才回到德甲角逐，但翌年又降班。一年後他們又回到德甲，這次他們停留了兩年。而到了1982年，他們再一次降班。這次降班再加上財政問題困擾，令1860慕尼黑被拒絕發放許可，所以他們被迫直接降至第三級別的地區聯賽。

### 當代

#### 1990年代至2006年
球會在後來的一段長時間，都未能返回德甲，直到1994年才重返德甲。但好景不常，這年他們瀕臨降班邊緣。不過球會主席Karl-Heinz Wildmoser和訓練員Werner Lorant作了幾項重要的收購，包括買下射手Olaf Bodden，翼鋒 Harald Cerny，主控球員Peter Nowak和後防米罗斯拉夫·斯特维奇、Jens Jeremies和Manfred Schwabl。而像Abedi Pele、Thomas Häßler和Davor Šuker等1860慕尼黑的球星則退下火線，成為萬人迷和作出重大貢獻。
在Wildmoser和Lorant的鐵腕管法手法下，由老手和新人組合而成的陣容，令球會由降班邊緣提升至中游位置。在2000年他們就排第4，也因此獲得歐洲足協盃的參賽資格，他們在歐洲足協盃第三圈被帕爾馬淘汰。不過，他們的成功並未能持續，在一連串差劣的現現後，球队教练Lorant被解僱。
在頂級聯賽角逐了十年後，1860慕尼黑在2003/04球季排第17，令他們降班至德乙。這時Wildmoser在安聯球場作極具爭議性，和他討厭的同市球會拜仁慕尼黑合作的決定，令球迷十分憤怒，指控他出賣球會。而他在兒子因涉嫌貪污被捕後，就開始處於低潮。
而再加上在2005/06球季降班至地區聯賽的威脅，1860慕尼黑面臨嚴重的財政問題。同市球會拜仁慕尼黑在2006年4月以1,100萬歐元買下了由1860慕尼黑持有的50%球場股權，為1860慕尼黑舒緩財政壓力。之後，1860慕尼黑的財政得到改善，會方最後也發給球會在06/07球季，在德乙角逐的許可。

#### 2006至2017年
在把安聯球場的50%股權售賣給拜仁慕尼黑後，1860慕尼黑便以租用形式向拜仁慕尼黑租用，繼續以安聯球場作為球會主場。在經過13年的德乙競逐，1860慕尼黑仍未能重返德甲，而多名高質素的青訓/當打球員亦相繼被德甲球會吸納，如：丹尼爾·拜爾、Brothers Bender(拉爾斯·本德 & 斯文·本德)、Moritz Leitner、Kevin Volland、Stefan Aigner、Julian Weigl、馬里烏斯·沃爾夫‥‥‥等等。雖然球會於2011年有新班主注資( Hasan Abdullah Ismaik)，擁有不錯的資金可供領隊購買/借用合適的球員。但球隊成績依然強差人意，繼而不斷更換領隊及教練團，而每季亦有買入或借用新球員。但因成績未有進步而不斷有人手變動，在這惡性循環下，令球員之間更難有默契及發揮出水準。而在2015/16球季更需踢至尾二的一場聯賽，才確定護級成功，最終排第15位。更在2014/15及2016/17球季排行德乙第16位，需要進行德乙護級附加賽，對手就是德丙第3位。最終，惡夢在2016/17球季來臨。在護級附加賽對雷根斯堡足球俱乐部，1860慕尼黑在兩回合制只得一和一負的賽果(兩回合總比賽1:3)，從而降到德國丙組聯賽。但卻在指定日期內未能付款取得丙組牌照，而再降一級到德國地區足球聯賽(巴伐利亞)參與2017/18賽季。

#### 2017/18 ‧ 地區聯賽 ‧ 重新出發
由於德國地區足球聯賽(巴伐利亞)是屬於業餘聯賽，因此所有一隊球員的職業合約便自動解除。剩低願意與1860慕尼黑共渡時艱的一隊主力球員只有兩位，首先決意留效並簽訂新一份合約的球員是中堅兼副隊長Jan Mauersberger。繼而宣佈留效的另外一位，就是前鋒主力Sascha Mölders。不約而同，兩位球員便是在2015/16球季，1860慕尼黑為了爭取較好成績及護級，於冬季轉會窗分別向卡爾斯魯厄購買及向奧格斯堡借用的球員。當然，留效的亦有當時一隊但非必然正選的球員，如現任正選中堅兼隊長Felix Weber，以及翼鋒Nico Karger。在新的球季，原為1860慕尼黑II領隊的Daniel Bierofka正式接手一隊。Daniel Bierofka亦因此而放棄抖暑，提早為重組球隊而作準備。自此，1860便以原本的二隊球員為骨幹，並在多名前1860球員如：Timo Gebhart、Markus Ziereis及菲利普·施泰因哈特的回流下，重新起步。
可能基於大部份的球員本為二隊一起作賽，以及跟隨比羅夫卡多時。球隊的默契及整體表現，與近幾季的一隊來比較，顯然更加出色。可能會認為聯賽對手只是地區聯賽球隊，但別忘記1860大部份的球員均為原本的二隊球員，本身就是在地區聯賽競逐。因此，他們只是與差不多水平的對手作賽，並沒任何優勢。
經過一季的努力，1860終於在2018年5月5日勝出尾二的一場聯賽。以剩餘一場聯賽而多9分的情況下，力壓同市宿敵拜仁慕尼黑II，奪得德國地區足球聯賽(巴伐利亞)冠軍。並在兩回合制的升班附加賽擊敗了西南區冠軍薩爾布呂肯，取得了2018/19德丙的一席位，重返職業足球聯賽。

#### 2018 ‧ 征戰德丙 ‧ 重返職業聯賽
「抖暑」(兩個球季之間的假期)不足一個月，便於2018年6月18日展開首課操練。在進行多場季前熱身賽以及遠赴鄰國奧地利的克森進行集訓後，1860慕尼黑以原本的「班底」加上10名新兵，於2018年7月28日便展開了德丙之旅。最終，以47分位列聯賽榜第12位完成該季，並於2019-20球季繼續征戰德丙。
1860於2019年11月5日作出公佈，從2017年6月開始帶領1860至今已兩個半球季的比羅夫卡，因私人理由而辭去領隊一職。及後於2019年11月9日公佈新領隊人選，繼任人為曾任紐倫堡領隊的高拿 (Michael Köllner)。

### 球場[1]

#### 綠森林體育場(1911-1995，2004-2005，2017-現在)
1860慕尼黑現在的主場為綠森林體育場(全名為；市立綠森林大街體育場 Städtische Stadion an der Grünwalder Straß)，此主場早在1911年便開始使用，更被稱為Sechzger Stadion，是慕尼黑市內第三大球場。首場比賽，1860以4:0擊敗對手MTV慕尼黑1879。而最高入場人數則於1948年與紐倫堡對賽，共有58,560名觀眾入場。另於1925-1972年間，與拜仁慕尼黑共用作為主場。

#### 慕尼黑奧林匹克運動場(1972-2005)
1860慕尼黑於1972-2005年間，與拜仁慕尼黑共同以慕尼黑奧林匹克運動場作為雙方球隊的主場。於1973年8月15日，1860慕尼黑與奧格斯堡的一場比賽，締造了慕尼黑奧林匹克運動場的最高入場人數紀錄。在1860慕尼黑攻入一球時，場外的球迷瘋狂起來。更破壞了護欄等設施而衝入運動場，當時估計約有90000名觀眾在現場，其中136人受傷。而1860慕尼黑亦多次由慕尼黑奧林匹克運動場遷返綠森林體育場，其中在1982-1995年間為最長的一次。

#### 安聯球場(2005-2017)
在2005-2017年間，1860慕尼黑再次與同市宿敵拜仁慕尼黑共用球場，以安聯球場作為主場。安聯球場為慕尼黑市市民於2001年10月21日的公投裡，以65.80%的支持率下，由1860慕尼黑與拜仁慕尼黑合作興建於慕尼黑郊區的專業足球場。
1860慕尼黑在安聯球場的首場比賽是在2005年5月30日，與紐倫堡進行友誼賽。而安聯球場也舉行了2006年世界盃首場比賽，由德國對哥斯達黎加，也舉行其他三場分組賽，還有16強德國對瑞典，和準決賽法國對葡萄牙。
1860慕尼黑在2006年4月28日出售球場50%的股權給拜仁慕尼黑，以解決嚴重的財政危機，這場危機差點令1860慕尼黑破產。

#### 訓練場
自1928年以來，1860慕尼黑的青年軍及低組別的業餘隊，就已在今天的球會基地兼訓練場地: 綠森林大街114號(Grünwalder Straße 114)裡的球場/訓練場上進行比賽。而U19青年軍則自1996年以來，一直以綠森林體育場作為主場來參加聯賽及其他比賽。另外，球會於1968年，建立了一個行政大樓。而現時使用中的辦公室和青年寄宿足球學校，亦在90年代時已經建成。在2012年，更增建了四個球場及一個人造草球場。

### 榮譽[2]

#### 1860慕尼黑

##### 聯賽
- 德國足球冠軍/德國甲組足球聯賽(I)
  - 冠軍：1965-66年
  - 亞軍：1931年(全國錦標賽)[3]，1966-67年(德甲)
- 德國高級足球聯賽(南部)(I)
  - 冠軍：1962-63年
- 德國大區足球聯賽(巴伐利亞)（英语：Gauliga_Bayern）(I)
  - 冠軍：1940-41年，1942-43年(南)[4]
  - 亞軍：1933-34年，1937-38年，1938-39年，1944-45年(上巴伐利亞)[5]
- 德國行政區足球聯賽(巴伐利亞)（英语：Bezirksliga_Bayern）(I)
  - 亞軍：1926-27年，1927-28年(南巴伐利亞)[5]，1930-31年(南巴伐利亞)，1931-32年(南巴伐利亞)，1932-33年(南巴伐利亞)
- 德國乙組足球聯賽(南部)(II)
  - 冠軍：1978-79年
  - 亞軍：1976-77年
- 德國二級足球聯賽(南部)（英语：2._Oberliga_Süd）(II)
  - 冠軍：1954-55年，1956-57年
- 巴伐利亞業餘高級足球聯賽(III)
  - 冠軍：1983-84年，1990-91年，1993年
  - 亞軍：1985-86年，1989-90年
- 德國地區足球聯賽(巴伐利亞)(IV)
  - 冠軍：2017-18年

##### 盃賽
- 莎馬盃[[[Wikipedia:格式手册/链接#章節|錨點失效]]]/德國盃
  - 冠軍：1941-42年，1963-64年
- 巴伐利亞盃
  - 冠軍：2019-20年
- 德國盃(室內)
  - 冠軍：1996年
- 歐洲盃賽冠軍盃
  - 亞軍：1964-65年
- 歐洲足協盃
  - 第三圈：2000-01年

#### 1860慕尼黑II

##### 聯賽
- 巴伐利亞業餘甲組足球聯賽(南)(III)
  - 冠軍：1960-61年
  - 亞軍：1959-60年
- 德國地區足球聯賽(巴伐利亞)（英语：Regionalliga_Bayern）(IV)
  - 冠軍：2012-13年
- 巴伐利亞高級足球聯賽(IV)
  - 冠軍：1996-97年，2003-04年
  - 亞軍：2001-02年，2002-03年
- 巴伐利亞州級足球聯賽(南部)(VI)
  - 冠軍：1995-96年
  - 亞軍：1964-65年，1966-67年，1973-74年，1981-82年
- 行政區高級聯賽(上巴伐利亞)（英语：Bezirksoberliga_Oberbayern）(VII)
  - 亞軍：1994-95年

##### 盃賽
- 上巴伐利亞盃（英语：Bavarian_Cup#Regional_cups）
  - 冠軍：1997年，1998年，2003年

#### 1860慕尼黑青年軍

##### 聯賽
- 德國足球冠軍(U19)（英语：Under_19_Bundesliga#Championship_winners）
  - 亞軍：1997年
- 德國足球冠軍(U17)（英语：Under_17_Bundesliga）
  - 冠軍：2006年
  - 亞軍：1984年
- 巴伐利亞足球冠軍/巴伐利亞足球聯賽(U19)（英语：Under_19_Bayernliga）
  - 冠軍：1963年，1982年，1983年，1988年，1998年[6]
  - 亞軍：1958年，1969年，1970年，1977年，1984年，1986年
- 巴伐利亞足球冠軍(U17)（英语：Under_17_Bayernliga）
  - 冠軍：1975年，1980年，1984年
  - 亞軍：1979年，1981年
- 巴伐利亞足球冠軍/巴伐利亞足球聯賽(U15)（英语：Under_15_Bayernliga）
  - 冠軍：1979年，1980年，1997年，1998年，2012年

##### 盃賽
- 德國盃(U19)
  - 冠軍：2000年，2007年

### 歷屆聯賽成績[7]

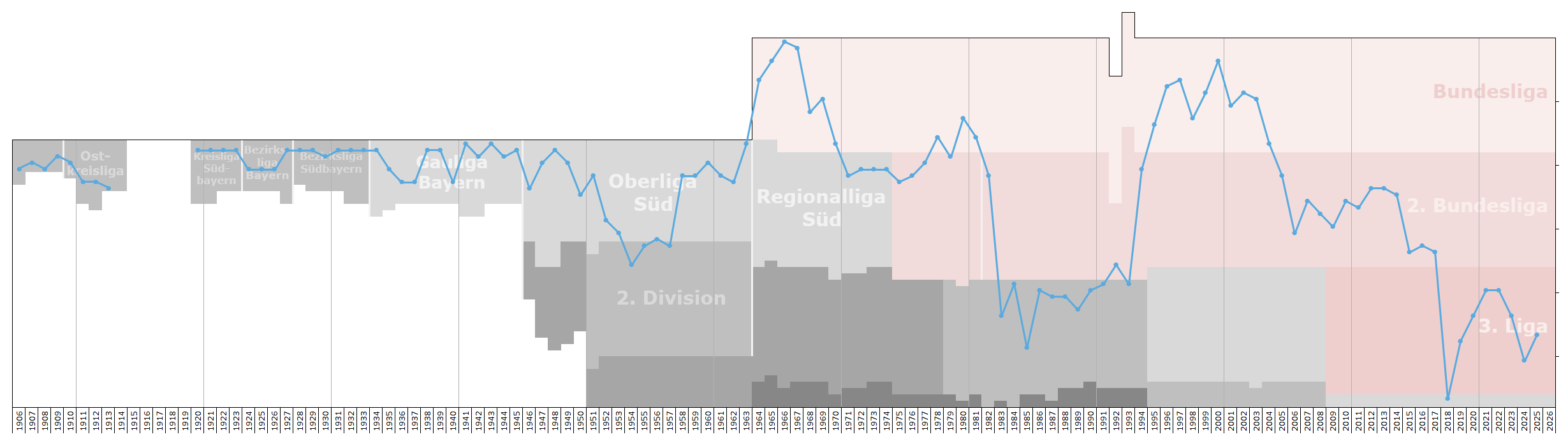
圖表為1860慕尼黑自1945年至2018的聯賽成績

**只列出1963年德國甲組足球聯賽成立後的聯賽成績**
| 年份    | 聯賽級別                        | 最終排名 | 平均主場觀眾人數 |
| ------- | ------------------------------- | -------- | ---------------- |
| 1963-64 | 德國甲組足球聯賽 (I)            | 第七位   | 32,933           |
| 1964-65 | 德國甲組足球聯賽 (I)            | 第四位   | 28,867           |
| 1965-66 | 德國甲組足球聯賽 (I)            | 第一位   | 32,294           |
| 1966-67 | 德國甲組足球聯賽 (I)            | 第二位   | 25,000           |
| 1967-68 | 德國甲組足球聯賽 (I)            | 第十二位 | 19,559           |
| 1968-69 | 德國甲組足球聯賽 (I)            | 第十位   | 15,029           |
| 1969-70 | 德國甲組足球聯賽 (I)            | 第十七位 | 20,559           |
| 1970-71 | 德國地區足球聯賽(南部) (II)     | 第四位   | 不詳             |
| 1971-72 | 德國地區足球聯賽(南部) (II)     | 第三位   | 不詳             |
| 1972-73 | 德國地區足球聯賽(南部) (II)     | 第三位   | 不詳             |
| 1973-74 | 德國地區足球聯賽(南部) (II)     | 第三位   | 不詳             |
| 1974-75 | 德國乙組足球聯賽(南部) (II)     | 第五位   | 22,737           |
| 1975-76 | 德國乙組足球聯賽(南部) (II)     | 第四位   | 14,026           |
| 1976-77 | 德國乙組足球聯賽(南部) (II)     | 第二位   | 19,793           |
| 1977-78 | 德國甲組足球聯賽 (I)            | 第十六位 | 28,322           |
| 1978-79 | 德國乙組足球聯賽(南部) (II)     | 第一位   | 15,711           |
| 1979-80 | 德國甲組足球聯賽 (I)            | 第十三位 | 29,912           |
| 1980-81 | 德國甲組足球聯賽 (I)            | 第十六位 | 24,294           |
| 1981-82 | 德國乙組足球聯賽 (II)           | 第四位   | 11,616           |
| 1982-83 | 巴伐利亞業餘高級足球聯賽 (III)  | 第六位   | 不詳             |
| 1983-84 | 巴伐利亞業餘高級足球聯賽 (III)  | 第一位   | 不詳             |
| 1984-85 | 巴伐利亞業餘高級足球聯賽 (III)  | 第十一位 | 不詳             |
| 1985-86 | 巴伐利亞業餘高級足球聯賽 (III)  | 第二位   | 不詳             |
| 1986-87 | 巴伐利亞業餘高級足球聯賽 (III)  | 第三位   | 不詳             |
| 1987-88 | 巴伐利亞業餘高級足球聯賽 (III)  | 第三位   | 不詳             |
| 1988–89 | 巴伐利亞業餘高級足球聯賽 (III)  | 第五位   | 不詳             |
| 1989–90 | 巴伐利亞業餘高級足球聯賽 (III)  | 第二位   | 不詳             |
| 1990–91 | 巴伐利亞業餘高級足球聯賽 (III)  | 第一位   | 不詳             |
| 1991–92 | 德國乙組足球聯賽(南部) (II)     | 第十位   | 16,318           |
| 1992–93 | 巴伐利亞業餘高級足球聯賽 (III)  | 第一位   | 不詳             |
| 1993–94 | 德國乙組足球聯賽 (II)           | 第三位   | 19,553           |
| 1994–95 | 德國甲組足球聯賽 (I)            | 第十四位 | 30,591           |
| 1995–96 | 德國甲組足球聯賽 (I)            | 第八位   | 35,512           |
| 1996–97 | 德國甲組足球聯賽 (I)            | 第七位   | 38,794           |
| 1997–98 | 德國甲組足球聯賽 (I)            | 第十三位 | 33,624           |
| 1998–99 | 德國甲組足球聯賽 (I)            | 第九位   | 32,476           |
| 1999–00 | 德國甲組足球聯賽 (I)            | 第四位   | 32,671           |
| 2000–01 | 德國甲組足球聯賽 (I)            | 第十一位 | 27,982           |
| 2001–02 | 德國甲組足球聯賽 (I)            | 第九位   | 26,600           |
| 2002–03 | 德國甲組足球聯賽 (I)            | 第十位   | 26,547           |
| 2003–04 | 德國甲組足球聯賽 (I)            | 第十七位 | 28,188           |
| 2004–05 | 德國乙組足球聯賽 (II)           | 第四位   | 19,881           |
| 2005–06 | 德國乙組足球聯賽 (II)           | 第十三位 | 41,673           |
| 2006–07 | 德國乙組足球聯賽 (II)           | 第八位   | 36,229           |
| 2007–08 | 德國乙組足球聯賽 (II)           | 第十一位 | 35,024           |
| 2008–09 | 德國乙組足球聯賽 (II)           | 第十二位 | 28,135           |
| 2009–10 | 德國乙組足球聯賽 (II)           | 第八位   | 21,974           |
| 2010–11 | 德國乙組足球聯賽 (II)           | 第九位   | 19,541           |
| 2011–12 | 德國乙組足球聯賽 (II)           | 第六位   | 22,627           |
| 2012–13 | 德國乙組足球聯賽 (II)           | 第六位   | 23,324           |
| 2013–14 | 德國乙組足球聯賽 (II)           | 第七位   | 19,312           |
| 2014–15 | 德國乙組足球聯賽 (II)           | 第十六位 | 21,918           |
| 2015–16 | 德國乙組足球聯賽 (II)           | 第十五位 | 23,359           |
| 2016–17 | 德國乙組足球聯賽 (II)           | 第十六位 | 25,900           |
| 2017–18 | 德國地區足球聯賽(巴伐利亞) (IV) | 第一位   | 11,778           |
| 2018-19 | 德國丙組足球聯賽 (III)          | 第十二位 | 14,915           |
| 2019-20 | 德國丙組足球聯賽 (III)          | 第八位   | 9,767            |
| 2020-21 | 德國丙組足球聯賽 (III)          | 第四位   | 全季閉門作賽     |
| 2021-22 | 德國丙組足球聯賽 (III)          | 有待更新 | 有待更新         |

| 升班 | 降班 |

### 球員[13]

#### 現役球員 (2021/22)
(截至: 2022年2月10日)
| 01 | 德国   | 希拿 (Marco Hiller)          |
| 12 | 匈牙利 | 施基利 (György Székely)      |
| 40 | 德国   | 基列治舒馬 (Tom Kretzschmar) |

| 03 | 德国 | 蘭基 (Niklas Lang)            |
| 06 | 德国 | 沙格爾 (Stephan Salger)       |
| 17 | 德国 | 韋恩 (Daniel Wein)            |
| 27 | 德国 | 比加希亞 (Semi Belkahia)      |
| 32 | 德国 | 格士拿 (Maxim Gresler)        |
| 36 | 德国 | 史甸赫特 (Phillipp Steinhart) |

| 05 | 德国 | 慕爾 (Quirin Moll)            |
| 08 | 德国 | 泰歷 (Erik Tallig)            |
| 14 | 德国 | 德雷素爾 (Dennis Dressel)     |
| 16 | 德国 | 哥特 (Kevin Goden)            |
| 20 | 德国 | 戴希曼 (Yannick Deichmann)    |
| 21 | 德国 | 迪查約 (Johann Ngounou Djayo) |
| 24 | 瑞士 | 域治 (Nathan Wicht)           |
| 28 | 德国 | 曼赫特 (Marco Mannhardt)      |
| 31 | 德国 | 紐迪卡 (Richard Neudecker)    |

| 07 | 德国                  | 列斯 (Stefan Lex)             |
| 11 | 德国                  | 基連格爾 (Fabian Greilinger)  |
| 15 | 德国                  | 比亞 (Marcel Bär)             |
| 18 | 德国                  | 卻路費爾 (Lorenz Knöferl)     |
| 19 | 德国 · 刚果民主共和国 | 比安卡迪 (Merveille Biankadi) |
| 22 | 奥地利                | 連斯比捷拿 (Tim Linsbichler)  |
| 23 | 德国                  | 史泰烏迪 (Keanu Staude)       |
| 25 | 德国                  | 韋爾舒 (Marius Willsch)       |
| 30 | 塞尔维亚              | 高錫 (Milos Cocic)            |

#### 著名球員(離隊/退役)
| - 布倫美亞 (Rudi Brunnenmeier) - 禾拉 (Rudi Völler) - 麥斯 (Martin Max) - 希士拿 (Thomas Häßler) - 謝利美斯 (Jens Jeremies) | - 拿奧夫 (Benjamin Lauth) - 比羅夫卡 (Daniel Bierofka) - 禾夫 (Marius Wolf) - 禾蘭特 (Kevin Volland) - 維格爾 (Julian Weigl) | - 韋利莫夫斯基 (Ernst Willimowski) - 路華克 (Piotr Nowak) - 懷斯尼 (Vidar Riseth) - 麥克蘭 (Erik Mykland) - 塞爾尼 (Harald Cerny) | - 貝利 (Abedi Pelé) - 拉登高域 (Petar Radenković) - 蘇加 (Davor Šuker) - 基拉利 (Gábor Király) - 邵佳一 (Shao Jiayi) |

備註：
 ：已故球員

### 球會紀錄

#### 球員[14]
***只列出上陣200場或以上的球員***
| 球員 (效力球會)         | 國籍              | 出生日期 (年-月-日) | 上陣 | 入球 | 助攻 | 黃牌 | 紅牌 (黃牌 x2) | 紅牌 |
| ----------------------- | ----------------- | ------------------- | ---- | ---- | ---- | ---- | -------------- | ---- |
| Harald Cerny (退役)     | 奥地利            | 1973-09-13          | 300  | 20   | 42   | 35   | 2              | 0    |
| Petar Radenkovic (退役) | 塞尔维亚          | 1934-10-01          | 273  | 0    | 1    | 0    | 0              | 0    |
| Benjamin Lauth (退役)   | 德国              | 1981-08-04          | 271  | 93   | 36   | 25   | 0              | 1    |
| Hans Reich (退役)       | 德国              | 1972-04-10          | 260  | 7    | 2    | 5    | 0              | 0    |
| Manfred Wagner (退役)   | 德国              | 1938-08-31          | 252  | 4    | 3    | 0    | 0              | 2    |
| Torben Hoffmann (退役)  | 德国              | 1974-10-27          | 242  | 11   | 6    | 35   | 0              | 0    |
| Daniel Borimirov (退役) | 保加利亚          | 1970-01-15          | 242  | 36   | 22   | 39   | 2              | 1    |
| Alfred Heiß (退役)      | 德国              | 1940-12-05          | 224  | 55   | 34   | 0    | 0              | 0    |
| Daniel Bierofka (退役)  | 德国              | 1979-02-07          | 219  | 29   | 20   | 39   | 0              | 0    |
| Rudolf Zeiser           | 德国              | 1936-03-31          | 219  | 12   | 9    | 0    | 0              | 1    |
| Bernhard Winkler (退役) | 德国              | 1966-06-24          | 217  | 93   | 15   | 35   | 3              | 1    |
| Paul Agostino (退役)    | 澳大利亚 · 義大利 | 1975-06-09          | 216  | 54   | 9    | 11   | 0              | 2    |
| Rudolf Brunnenmeier     | 德国              | 1941-02-11          | 203  | 130  | 38   | 0    | 0              | 0    |
| Hans Küppers (退役)     | 德国              | 1938-12-24          | 200  | 70   | 32   | 0    | 0              | 0    |

備註：
 ：已故球員

#### 球會[15]
| 日期 (年-月-日) | 球季    | 比賽日 | 賽事   | 主場/作客 | 對賽球隊         | 現場觀眾人數 | 賽果 |
| --------------- | ------- | ------ | ------ | --------- | ---------------- | ------------ | ---- |
| 1977-08-20      | 1977/78 | 第2圈  | 德國盃 | 主場      | 漢拿 TV          | 不詳         | 15:0 |
| 2001-08-25      | 2001/02 | 第1圈  | 德國盃 | 作客      | 禾斯貝加 FV      | 10,100       | 0:10 |
| 1965-02-27      | 1964/65 | 第18輪 | 德甲   | 主場      | 卡爾斯魯厄       | 18,000       | 9:0  |
| 1966-04-16      | 1965/66 | 第29輪 | 德甲   | 作客      | 普魯士諾因基興   | 20,000       | 1:9  |
| 1980-08-30      | 1980/81 | 第1圈  | 德國盃 | 作客      | SG 05 皮爾馬森斯 | 不詳         | 0:8  |

| 日期 (年-月-日) | 球季    | 比賽日 | 賽事         | 主場/作客 | 對賽球隊   | 現場觀眾人數 | 賽果 |
| --------------- | ------- | ------ | ------------ | --------- | ---------- | ------------ | ---- |
| 2003-03-08      | 2002/03 | 第24輪 | 德甲         | 作客      | 哈化柏林   | 32,493       | 6:0  |
| 1981-06-13      | 1980/81 | 第34輪 | 德甲         | 作客      | 卡爾斯魯厄 | 21,000       | 7:2  |
| 1980-05-10      | 1979/80 | 第30輪 | 德甲         | 作客      | 拜仁慕尼黑 | 77,500       | 6:1  |
| 1980-04-12      | 1979/80 | 第28輪 | 德甲         | 作客      | 漢堡       | 29,500       | 6:1  |
| 1961-08-06      | 1961/62 | 第1輪  | 高級聯賽(南) | 主場      | 法蘭克福   | 20,000       | 1:6  |

| 日期 (年-月-日) | 球季    | 比賽日          | 賽事           | 主場/作客 | 對賽球隊   | 現場觀眾人數 | 賽果 |
| --------------- | ------- | --------------- | -------------- | --------- | ---------- | ------------ | ---- |
| 1965-05-19      | 1964/65 | 決賽            | 歐洲盃賽冠軍盃 | 作客      | 韋斯咸     | 97,974       | 2:0  |
| 1966-11-30      | 1966/67 | 十六強 (次回合) | 歐洲冠軍球會盃 | 作客      | 皇家馬德里 | 80,000       | 3:1  |
| 1979-11-17      | 1979/80 | 第13輪          | 德甲           | 主場      | 拜仁慕尼黑 | 78,000       | 1:2  |
| 1977-11-12      | 1977/78 | 第15輪          | 德甲           | 作客      | 拜仁慕尼黑 | 77,573       | 1:3  |
| 1977-04-01      | 1976/77 | 第32輪          | 德乙 (南部)    | 主場      | VfB 史特加 | 77,573       | 0:0  |

| 日期 (年-月-日) | 球季    | 比賽日         | 賽事        | 主場/作客 | 對賽球隊             | 現場觀眾人數 | 賽果 |
| --------------- | ------- | -------------- | ----------- | --------- | -------------------- | ------------ | ---- |
| 1976-06-05      | 1975/76 | 第37輪         | 德乙 (南部) | 主場      | 瓦德霍夫曼海姆       | 1,500        | 2:1  |
| 1997-09-16      | 1997/98 | 第1圈 (首回合) | 歐洲足協盃  | 作客      | FC 爵士波里          | 2,000        | 0:1  |
| 2010-08-14      | 2010/11 | 第1圈          | 德國盃      | 作客      | SC 費爾              | 2,100        | 1:2  |
| 1994-03-12      | 1993/94 | 第23輪         | 德乙        | 作客      | 柏林普魯士網球俱樂部 | 2,300        | 1:0  |
| 2012-10-30      | 2012/13 | 第2圈          | 德國盃      | 作客      | 柏林人 AK 07         | 2,403        | 0:3  |

### 打吡大戰

#### 慕尼黑打吡
慕尼黑擁有兩支頂級球隊，1860慕尼黑及拜仁慕尼黑，在60年代1860慕尼黑是比較強勢的一隊。慕尼黑市內，南部的人較支持1860慕尼黑，而拜仁的支持者主要集中在市的北部。两支球隊的打吡大戰是球迷關注的熱點，在聯赛和盃赛中兩隊共相遇過35次，1860慕尼黑勝8場，9次打和，18次敗於對手。隨著1860慕尼黑在2003-04年賽季後降班德乙，慕尼黑打吡已經17年沒有在德甲上演。

#### 巴伐利亞打吡
除了與拜仁慕尼黑的同市打吡最為觸目外，另外與同為巴伐利亞邦的球隊對賽也會令1860慕尼黑的球迷哄動，當地警察亦需因此而多派人手維持秩序。如：紐倫堡、奧格斯堡、雅恩雷根斯堡、恩高斯達特04、禾斯貝加踢球者、格雷特霍夫......等等，當中與紐倫堡和奧格斯堡對賽的吸引程度，為緊次於與拜仁慕尼黑的同市打吡。

### 球會文化

#### 座右銘
球會的座右銘：Einmal Löwe, Immer Löwe (一日獅子, 一世獅子)。
亦有其他口號，如：Sechzig München gibt's nur in Giesing (在傑辛區只有1860慕尼黑)。

#### 友好球會
基於敵人的敵人就是朋友(與拜仁慕尼黑敵對球會)這種關係，1860慕尼黑與一些巴伐利亞球會，甚至其他城市的球會關係均為友好。例如同為巴伐利亞邦的紐倫堡，北萊茵-西法倫的多蒙特，以及萊茵蘭-普法茲的凱莎羅頓。

##### 凱莎羅頓[16]
當中與凱莎羅頓的關係較為特別友好，有些講法是因為大家的敵人均為拜仁慕尼黑，亦有一些講法是建基於發生在1984年的一件事。一些1860慕尼黑的球迷在某酒吧與FC洪堡的球迷發生爭執，更被對方用棒球棍毆打。當時在旁的凱莎羅頓球迷出手相助，為被毆打的1860慕尼黑球迷解圍。從此，雙方球迷關係更為友好，部份球迷更會在一些節日(如: 聖誕節)舉辦聯誼派對。甚至在網上社交媒體也會見到一些由雙方球迷設計出來，表示雙方球會友好的圖案。另外，在凱莎羅頓主場附近的一些酒吧，均會掛上雙方球會的旗幟，而部份1860慕尼黑的球迷亦會入場支持凱莎羅頓的主場賽事。

### 球迷會[17]
在德國、歐洲、世界各地，1860慕尼黑共有486個官方球迷會，他們全都隸屬於1860慕尼官方球迷會聯盟 (ARGE der fanclubs des TSV München v. 1860 e.V.)。
在香港，亦有1860慕尼黑的官方球迷會，名為「Hong Kong Löwen - 香港1860慕尼黑官方球迷會」，在2018年3月28日成立。

## 其他部門[18]
| 1860慕尼黑體育會的其他部門 | 1860慕尼黑體育會的其他部門 | 1860慕尼黑體育會的其他部門 |
| II 隊                      | U19                        | 籃球                       |
| 高爾夫球                   | 攀山/攀石                  | 拳擊                       |
| 飛鏢                       | 保齡球                     | 傷殘運動                   |
| 摔角                       | 田徑                       | 曲棍球                     |
| 網球                       | 健美                       | 滑雪                       |
| 體操                       | 韻律體操                   | 乒乓球                     |
| 水上運動                   | 風帆                       | 三項鐵人                   |
| -------------------------- | -------------------------- | -------------------------- |

## 外部連結
- （德文）1860慕尼黑官方網站
- （德文）1860慕尼黑官方球迷會聯盟
- （德文）巴伐利亞足球總會（页面存档备份，存于）
- （德文）德國丙組足球聯賽（页面存档备份，存于）
- http://www.abseits-soccer.com/clubs/1860.html（页面存档备份，存于）